# بومات أذناء
البومات الأذناء (الاسم العلمي: Asio) هو جنس طيور البوم النمطية تعتبر متوسطة القد، حيث يتراوح طولها بين 30-46 سم (12-18 بوصة) وباع جناحيها بين 80-103 سم (31-41 بوصة). فهي طويلة الأجنحة ولها قرص وجه مميز.